# Dolores Fetter
Dolores Fetter (* um 1958) ist eine österreichische Tischtennis-Nationalspielerin. Sie gehörte in den 1980er Jahren zu den besten Spielerinnen Österreichs und wurde 1980 österreichische Meisterin im Einzel.

## Werdegang
Dolores Fetter spielte beim Verein Atus Judenburg-Sparkasse. 1977 gewann sie erstmals die österreichische Meisterschaft im Doppel mit Brigitte Gropper. Weitere Titel im Doppel errang sie 1979 mit Elisabeth Fetter, 1981 und 1982 mit Barbara Wiltsche sowie 1983 und 1984 mit Elisabeth Maier. Dazu kommen fünf Siege im Mixed mit Günther Müller. 1980 wurde sie österreichische Meisterin im Einzel. In der nationalen Rangliste belegte sie 1982/83 Platz eins.
Von 1976 bis 1983 wurde sie für alle vier Weltmeisterschaften und alle vier Europameisterschaften nominiert, kam dabei jedoch nie in die Nähe von Medaillenrängen.

## Turnierergebnisse
| Verband | Veranstaltung     | Jahr | Ort        | Land | Einzel     | Doppel    | Mixed     | Team |
| ------- | ----------------- | ---- | ---------- | ---- | ---------- | --------- | --------- | ---- |
| AUT     | Weltmeisterschaft | 1983 | Tokio      | JPN  | letzte 128 | letzte 64 | letzte 64 | 16   |
| AUT     | Weltmeisterschaft | 1981 | Novi Sad   | YUG  | letzte 64  | letzte 32 | letzte 64 | 18   |
| AUT     | Weltmeisterschaft | 1979 | Pyongyang  | PRK  | letzte 64  | letzte 64 | letzte 64 | 29   |
| AUT     | Weltmeisterschaft | 1977 | Birmingham | ENG  | Qual       | letzte 64 | Qual      | 24   |